# Geta (miasto)
Geta (fiń. Jeeta) – miasto na Wyspach Alandzkich (autonomiczna część Finlandii). Według danych szacunkowych na rok 2016 liczy 499 mieszkańców.

## Demografia
- Wykres liczby ludności Geta na przestrzeni ostatnich stu lat

źródło: 